# San Antonio de Areco (Buenos Aires)
San Antonio de Areco is een plaats in het Argentijnse bestuurlijke gebied San Antonio de Areco in de provincie Buenos Aires. De plaats telt 17.764 inwoners.

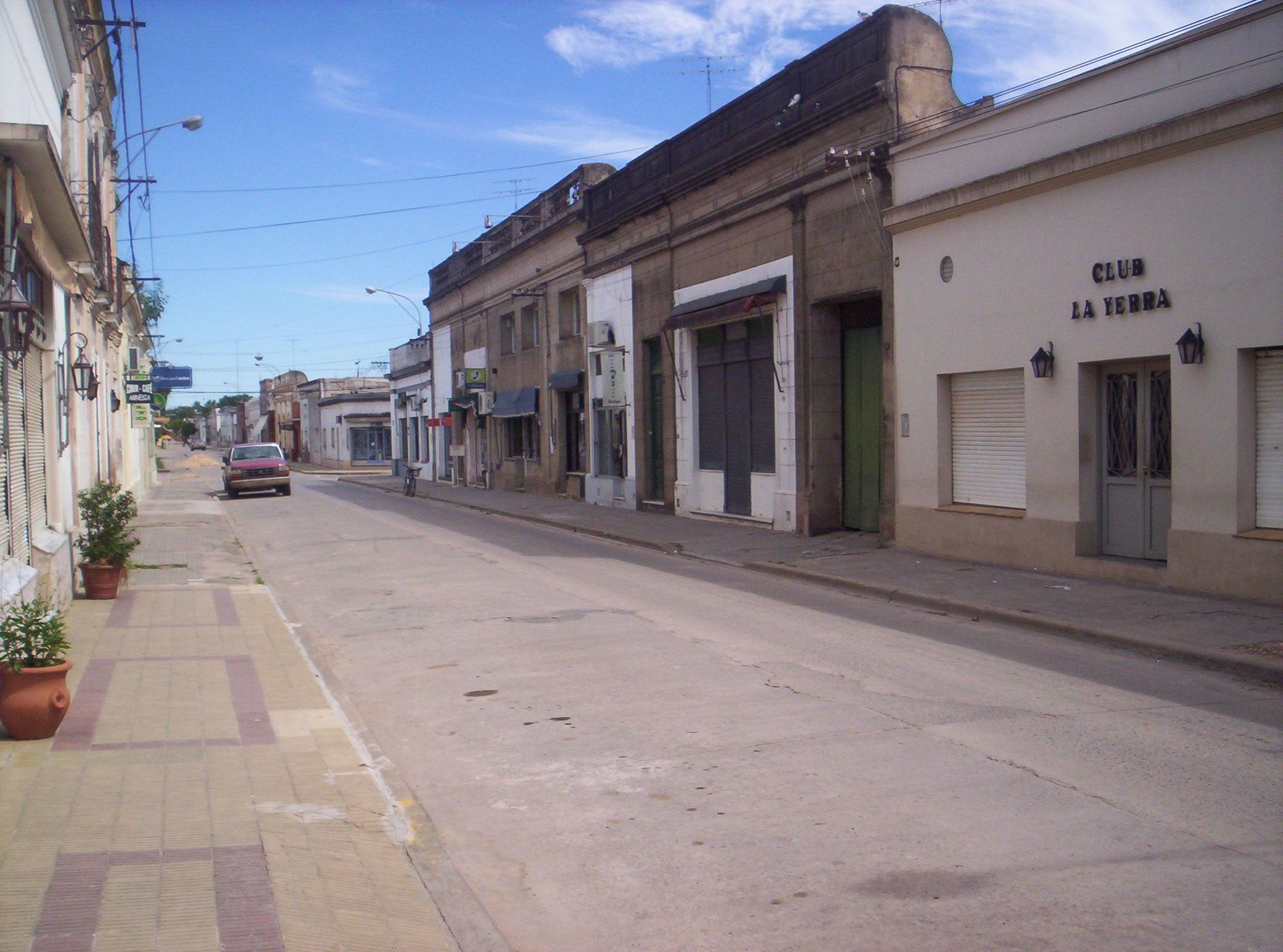
Straat in San Antonio de Areco